# Dog & Butterfly
Dog & Butterfly è il quarto album discografico in studio del gruppo musicale rock statunitense Heart, pubblicato nell'ottobre 1978.
L'album è diviso in due parti: la prima racchiude brani rock energici (lato Dog) mentre la seconda ballate acustiche (lato Butterfly).

## Tracce
Lato 1 – Dog
1. Cook with Fire – 4:59
2. High Time – 3:24
3. Hijinx – 3:33
4. Straight On – 5:10

Lato 2 – Butterfly
1. Dog & Butterfly – 5:22
2. Lighter Touch – 5:05
3. Nada One – 5:22
4. Mistral Wind – 6:45

## Gruppo
- Ann Wilson - voce, chitarra, tastiere, flauto
- Nancy Wilson - voce, chitarra, piano
- Michael DeRosier - batteria
- Roger Fisher - chitarra
- Steve Fossen - basso, percussioni
- Howard Leese - chitarra, tastiere
- Rick Keefer - synth, voce